# Martin Anckarhjelm

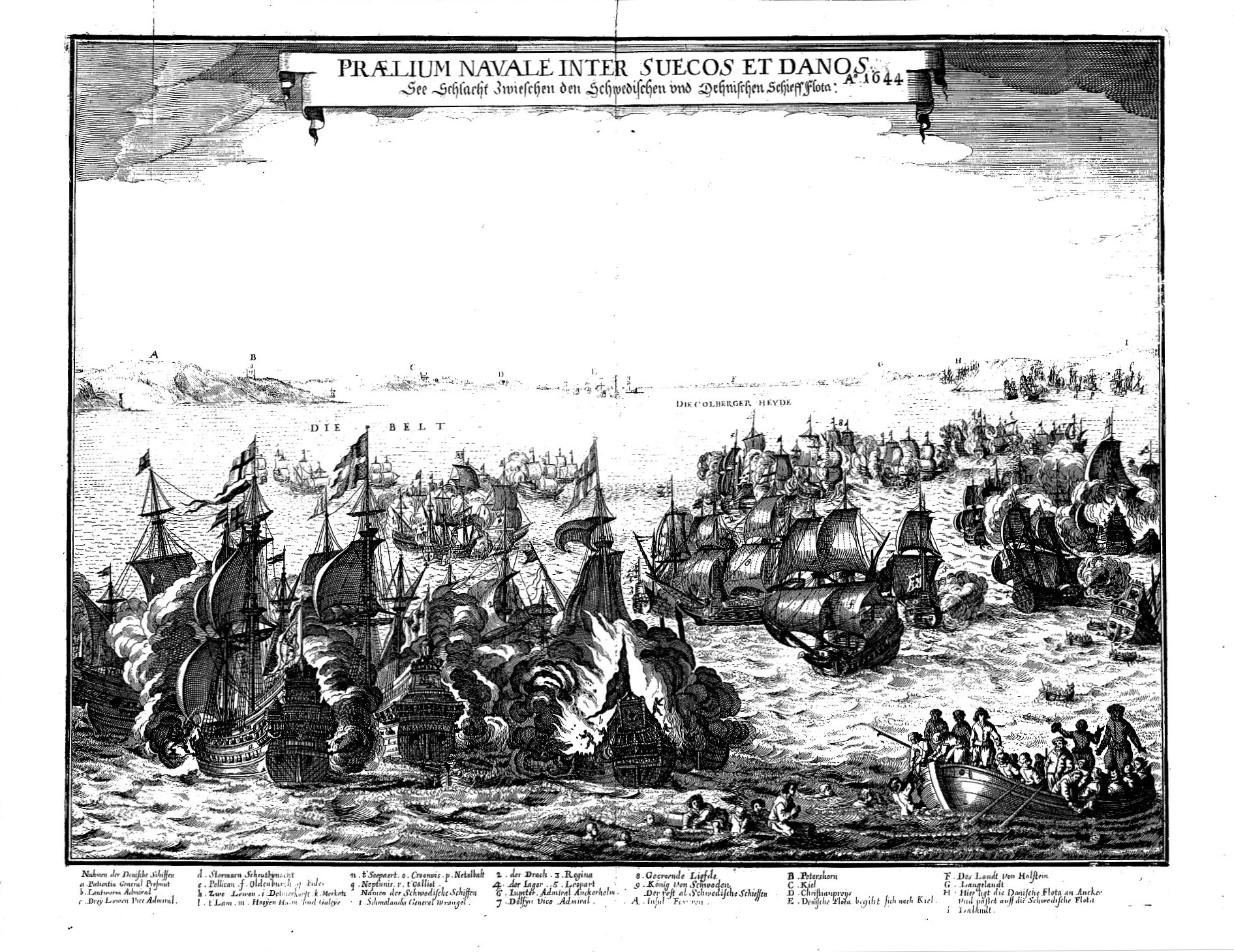
Samtida illustration av Slaget vid Femern

Martin (Thyssens) Anckarhjelm, född i Vlissingen, död 1 april 1657 i Stockholm, var en holländsk sjöofficer som gick i svensk tjänst, adlades Anckarhjelm 1644 och blev amiral 1653.

## Biografi
Martin Thyssens blev känd i Sverige då han under Torstensons krig, i Västsverige kallat Hannibalsfejden, på våren år 1644 förde befälet över de trettio fartygen i finansmannen Louis De Geers, på svenskt uppdrag, privat utrustade holländska flotteskader.
Efter att ha lämnat Nederländerna ankrade Thyssens eskader vid byn List på ön Sylt vid Jyllands västkust för att ta ombord Lennart Torstensons trupper och överskeppa dessa till Sjaelland. Thyssens överraskades av den danska flottan under kung Kristian IV som avbrutit sin blockad av Göteborg.  Den 16 maj anföll danskarna i vad som kom att kallas sjöslaget vid Lister Dyb och vållade stor skada på Holländarna med sina större skepp. Thyssens lyckades dock bryta sig ur det instängda läget och efter ytterligare en strid 25 maj återvände han till Vlie i Holland, där manskapet dessutom gjorde myteri.
Efter drygt en månad var Thyssens flotta åter segelfärdig och seglade nu till Göteborg, dit han anlände 1 augusti med 18 fartyg.
Då den svenska flottan seglat ur Bälten efter slaget vid Kolberger Heide den 1 juli menade svenska regeringen att Thyssens skulle vänta i Göteborg på order från Torstensson, och eventuellt utföra konvojtjänst mellan Göteborg och Holland.
Thyssen seglade i stället på eget initiativ söderut för att söka kontakt med svenska flottan. Han passerade Öresund under beskjutning från Kronborgs slott utan att förlora något fartyg, förföljdes av danska skepp till i närheten av Bornholm, och kunde till slut ankra i säkerhet vid Kalmar i slutet av augusti. Detta gav den svenska flottan en helt ny styrka och möjlighet till en avgörande strid innan vintern och Thyssens belönades för bedriften med att adlas under namnet Anckarhjelm.
Den 5 oktober seglade den förenade svensk-holländska flottan under Carl Gustaf Wrangel mot Wismar. Efter att ha fått kontakt med danska flottan stod 13 oktober det för hela kriget avgörande slaget vid Femern där Anckarhjelms uppgift som underbefälhavare var att med de grundgående holländska fartygen angripa och fånga de fartyg i danska flottan som var av mindre storlek. Uppgiften lyckades över förväntan och av de trettiotre svensk-holländska fartygen i flottan förlorades ett, medan av de femton fartygen i danska flottan förlorades tolv (två sänkta och tio erövrade som därmed bytte nationalitet). Segern, som är en av de största svenska segrarna till sjöss någonsin, jämnade vägen för freden i Brömsebro 13 augusti 1645.   
Efter slaget vid Femern återkom Anckarhjelm till Göteborg eftersom staden hotades av danska marina krigsföretag från Marstrand och Kristiania. Den holländska flottstyrkan deltog i försvaret av staden fram till vintern. Den 16 maj 1645 seglade den danska flottan under riksamiral Ove Gjedde och riksrådet Hannibal Sehested från Köpenhamn med 26 örlogsskepp och fregatter samt 40 mindre fartyg. Ombord fanns också rytteri och 2000 man fotfolk, allt avsett att invadera Göteborg. Efter att ha satt iland rytteriet i Varberg fortsatte danska flottan mot Vinga dit man kom 20 maj, men där fanns redan Anckarhjelm med 14 försvarande fartyg. Anckarhjelm vågade inte ett sjöslag utan drog sig med flottan in mot Älvsborg och skyddande kanonbatterier i land. Svenska huvudflottan i Stockholm försökte löpa ut, men hindrades av motvind. Ove Gjeddes danska flotta gjorde upprepade försök att vilja anfalla Anckarhjelm, men då de svenska fartygen gjorde sig i ordning för försvar gick danskarna tillbaka igen. Natten till den 25 maj uppstod en stark storm från sydväst, och det danska amiralsskeppet St. Sofia, bestyckat med 54 kanoner, gick på grund och sjönk söder om Buskär tillsammans med ytterligare tre danska örlogsfartyg. Då danskarna dessutom fick bud om att svenska flottan löpt ut i Östersjön avbröt man belägringen av Göteborg den 29 maj för att inte bli avskurna från Danmark. Efter att danskarna seglat iväg företogs ingen ytterligare sjöexpedition mot Göteborg under detta krig. Bland de mindre strider som ägde rum, nämns den från Nya Sverige återkomna Kalmare Nyckel, som skall ha varit i strid med fyra danska skepp. 
1646 utsändes Anckarhjelm med några svenska krigsskepp för att konvojera en handelsflotta till Lissabon. På återvägen krävde några engelska örlogsfartyg salut, vilket Anckarhjelm avvisade. Anländ till Calais måste han ändå stanna för fyra engelska tredäckare och lämna ett av sina fartyg i underpant för att underkasta sig den rannsakning engelska flaggan påyrkade om hans visade missaktning mot hennes erkända primat över haven. Utgången av denna undersökning är obekant.